# Maciej Kazimierz Sarbiewski
Maciej Kazimierz Sarbiewski, né le 24 février 1595 à Sarbiewo et décédé le 2 avril 1640 à Varsovie, était un prêtre jésuite et poète polonais de langue latine, Sa grande influence en Europe orientale lui acquit le titre de Horatius Christianus (Horace chrétien).
Il était le premier poète polonais connu dans toute l'Europe. Les œuvres les plus connues - De perfecta poësi sive Vergilius et Homerus, Lyricorum libri IV et Lyricorum libri tres - sont publiées à plusieurs reprises en les nombreuses pays de l'Europe. Sarbiewski a obtenu le titre de poeta laureatus du pape Urbain VIII. L'illustrateur des œuvres de Sarbiewski était Pierre Paul Rubens.